# Laemanctus longipes
Espèce
Synonymes
- Laemanctus deborrei Boulenger, 1877
- Laemanctus waltersi Schmidt, 1933

Statut de conservation UICN

 LC  : Préoccupation mineure
Laemanctus longipes est une espèce de sauriens de la famille des Corytophanidae.

## Répartition
Cette espèce se rencontre au Nicaragua, au Honduras, au Guatemala, au Belize et au Mexique au Yucatán, en Oaxaca, au Veracruz et au Colima.

## Habitat
Ce reptile occupe des buissons et petits arbres des zones humides. Il se cache et grimpe le long des branches, en attente de proies et ne descend que rarement au sol. Au contraire des Basiliscus, il ne se baigne que rarement, mais a besoin néanmoins d'un haut taux d'humidité. Les mâles sont très territoriaux et chacun occupe un buisson ou une branche bien distante.

## Description

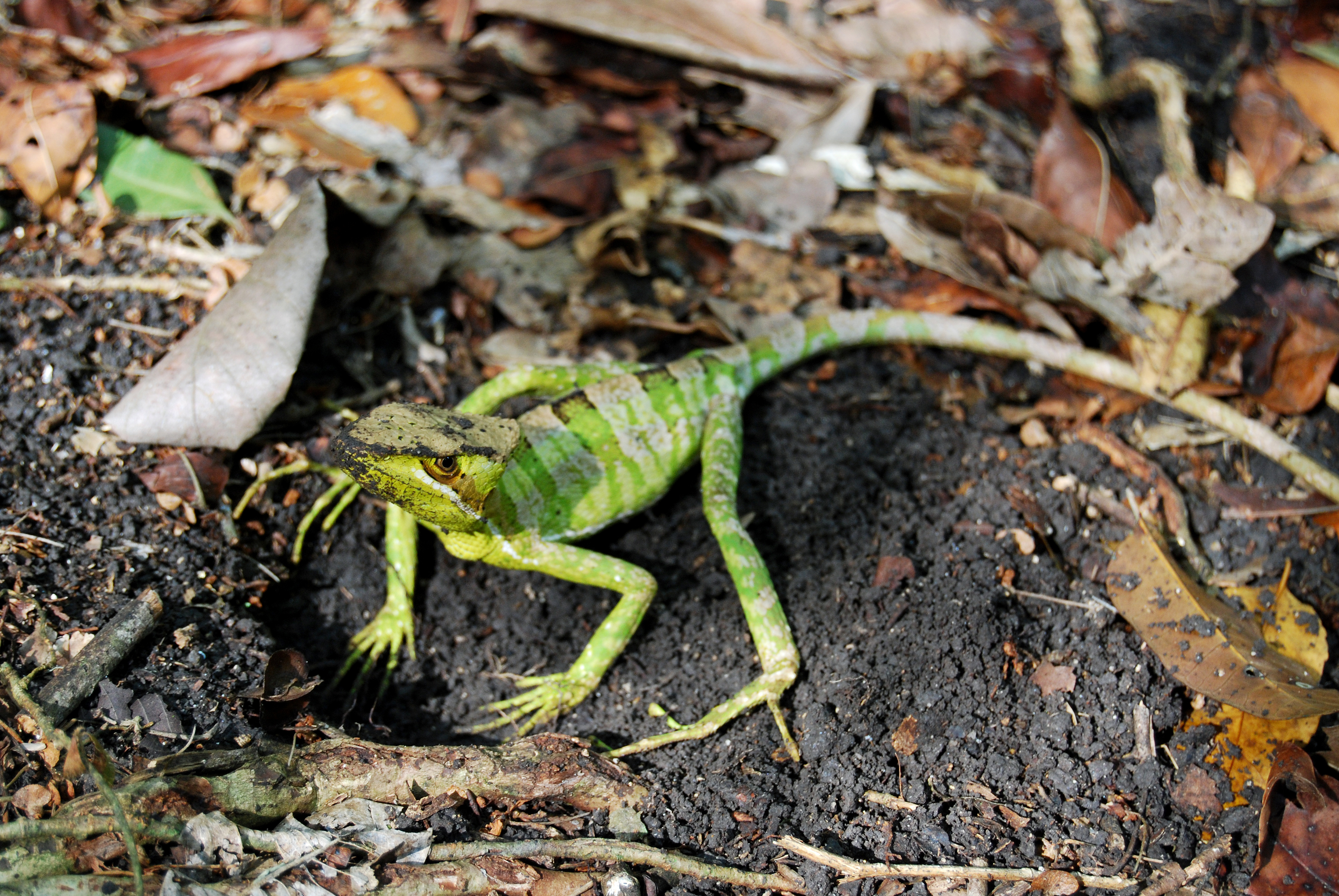
Laemanctus longipes

Elle se caractérise par sa longue queue, par son casque particulier et par son aspect long et fin et la longueur de ses pattes. Elle atteint une taille de 70 cm au total dont 2/3 sont occupés par la queue.

## Alimentation
Insectivores, ces animaux sont relativement lents et de "mauvais" chasseurs, comparés à leurs cousins les Basiliscus. Ils peuvent rester des heures les yeux fermés prenant un bain de soleil alors que les proies leurs marchent sur le dos, et ils ont tendance à attendre que les insectes leurs passent devant la bouche avant de se lancer.

## Reproduction

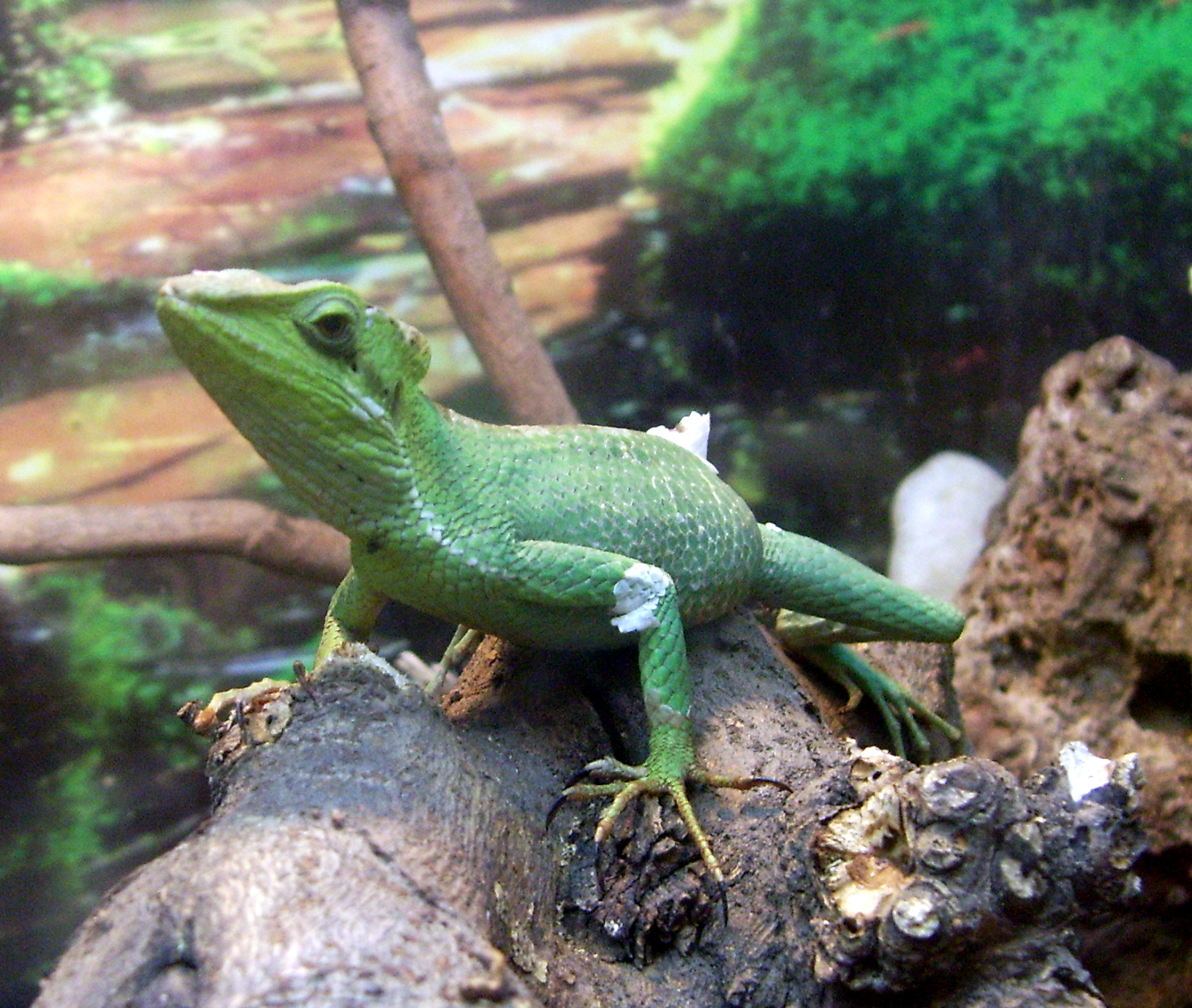
Laemanctus longipes

La reproduction du Laemanctus est considérée difficile en captivité. Le Laemanctus pond plusieurs fois pendant l'année, sans véritable distinction des saisons. Chaque ponte compte entre 4 et 9 œufs qui ont besoin de 29-30 degrés de température pendant 2 mois environ à une hygrométrie de 90 à 100 %.
Moins que la reproduction elle-même, ce qui pose un problème est l'élevage des petits qui ne mangent que très difficilement. Il est nécessaire de veiller à ce que la température ambiante ne descende pas en dessous de 25 degrés avec un point chaud de 35 degrés. En dessous de 25 degrés, les petits refusent de manger. Les terrariophiles veillent à ce que l'environnement de Laemanctus longipes soit correctement ventilé.

## Liste des sous-espèces
Selon The Reptile Database (27 juillet 2012) :
- Laemanctus longipes deborrei Boulenger, 1877
- Laemanctus longipes longipes Wiegmann, 1834
- Laemanctus longipes waltersi Schmidt, 1933

## Publications originales
- Boulenger, 1877 : Étude monographique du genre Læmanctus et description d'une espèce nouvelle. Bulletin de la Société Zoologique de France, vol. 2, p. 460-466 (texte intégral).
- Schmidt, 1933 : New reptiles and amphibians from Honduras. Zoological Series of Field Museum of Natural History, vol. 20, p. 15-22 (texte intégral).
- Wiegmann, 1834 : Herpetologia mexicana, seu Descriptio amphibiorum Novae Hispaniae quae itineribus comitis De Sack, Ferdinandi Deppe et Chr. Guil. Schiede in Museum zoologicum Berolinense pervenerunt. Pars prima saurorum species amplectens, adjecto systematis saurorum prodromo, additisque multis in hunc amphibiorum ordinem observationibus. Lüderitz, Berlin, p. 1-54 (texte intégral).